# Amt Stavenhagen
Het Amt Stavenhagen is een samenwerkingsverband van 13 gemeenten en ligt in het district Mecklenburgische Seenplatte in de Duitse deelstaat Mecklenburg-Voor-Pommeren. Het Amt telt 11.481 inwoners. Het bestuurscentrum bevindt zich in de stad Stavenhagen.

## Geschiedenis
Het Amt Stavenhagen is op 1 januari 2005 ontstaan door de fusie van de stad Stavenhagen en het toenmalige Amt Stavenhagen-Land.

## Gemeenten
Het Amt bestaat uit de volgende gemeenten:
- Bredenfelde
- Briggow met Sülten
- Grammentin
- Gülzow
- Ivenack met Goddin, Grischow, Markow, Weitendorf en Zolkendorf
- Jürgenstorf met Krummsee, Rottmannshagen en Voßhagen
- Kittendorf met Bauernreihe, Clausdorf, Mittelhof en Oevelgünde
- Knorrendorf met Friedrichsruh, Gädebehn, Kastorf en Kleeth
- Mölln met Buchholz, Groß Helle, Klein Helle, Lüdershof en Wrodow
- Ritzerow met Galenbeck en Wackerow
- Rosenow met Karlshof, Luplow, Schwandt, Tarnow und Voßfeld
- De stad Stavenhagen met Amtsbrink, Basepohl, Klockow, Kölpin, Neubauhof, Pribbenow en Wüstgrabow
- Zettemin met Carlsruhe en Rützenfelde